# Opera Soft
Opera Soft — испанская компания, основанная в 1986 году. Компания занималась разработкой программного обеспечения и известна созданными ей компьютерными играми. Основная деятельность компании относится к периоду расцвета золотого века испанской индустрии компьютерных игр.
Первым успехом компании является выпуск игры Livingstone Supongo, а самой важной созданной игрой считается La Abadía del Crimen. Как многие испанские компании по разработке компьютерных игр, Opera Soft не смогла приспособиться к изменениям в индустрии в начале 1990-х гг. во время перехода к 16-битным машинам, и прекратила своё существование.

## Появление
Opera Soft появилась после роспуска Indescomp в 1986 году. В отличие от других испанских компаний своего времени, таких как Topo, Dinamic Software или Zigurat, Opera Soft не была организована по принципу «группа друзей, разрабатывающих компьютерные игры». Отличительной чертой во-первых, стала избирательность кадров. Во-вторых, люди компании ценились как индивидуальности, и в частности, программисты. В-третьих, компания занималась не только компьютерными играми. Так, в круг её разработок входит утилита «Windows EASE», созданная по заказу компании Philips.
В компании работали ставшие позже легендами такие программисты, как Хосе Антонио Моралес (исп. José Antonio Morales), Пако Суарес (исп. Paco Suárez), Суарес Гонсало Жирар и Пако Менендес (исп. Paco Menéndez). Известными художниками Opera Soft считаются Карлос Альберто Диас (исп. Carlos Alberto Díaz) и Хуан Делкан (исп. Хуан Делкан). Должность директора занимал Педро Руис (исп. Pedro Ruíz).

## Деятельность
Первой работой компании является компьютерная игра Livingstone Supongo, игровой мир которой сформирован на основе приключений исследователя XIX века Давида Ливингстона. В отличие от других испанских компаний, у Opera Soft первая игра стала успешным продуктом, и это произошло благодаря тому, что Livingstone Supongo была приключенческой игрой высокого качества. Как следствие, игра продавалась не только на родине, но и в Англии. В последующем Opera Soft выпустила другие игры, такие как Cosa Nostra, Goody, The Last Mission. Но вместе с тем прошло какое-то время, прежде чем компания смогла создать игру, которая обошла Livingstone Supongo — La Abadía del Crimen. Эта игра рассматривается как одна из лучших для 8-битных компьютеров не только в Испании, но и на международной арене. La Abadía del Crimen характеризуется сложностью реализации, на основе которой построен высоко оцененный критиками сюжет, атмосфера игры и формируемый игроку вызов.
При рассмотрении компании в ретроспективе считается, что Opera Soft в данный период времени создавала одни из самых сложных игр, которые при этом были увлекательными. Характерными примерами являются Goody, Livingstone Supongo, Sol Negro, La Abadía del Crimen.
В последующем Opera Soft выпустила ряд игр, таких как Mot, Sol Negro, Mutan Zone, Livingstone Supongo 2. В приближении 1990 года, когда начался кризис индустрии разработки испанских игр, Opera Soft стала первой компанией, которая покинула рынок. При этом она сделала это не из-за того, что не могла выживать в новых обстоятельствах, а потому, что её сотрудники, исходя из качества отбора и диверсификации, могли работать на нескольких фронтах одновременно. Как следствие, компания распалась и её сотрудники нашли себя в других областях. Тем не менее, годами позже, Суарес Гонсало вернулся в игровую индустрию с проектом Commandos, игры которого являются одними из самых успешных среди испанских по количеству проданных копий.